# Comité olympique des îles Caïmans
Le Comité national olympique des îles Caïmans (en anglais, Cayman Islands Olympic Committee) est le comité national olympique des îles Caïmans, fondé en 1973, reconnu en 1976 par le CIO.